# Ludvig Johnson
Nils Ludvig Johnson, född 15 september 1901 i Arlöv, död 23 augusti 1996 i Skanör, var en svensk konstnär och tecknare.
Han var son till kopparslagaren Johan August Johnson och Ingrid Maria Andersson och från 1933 gift med Elsa Hanna Elisabeth Olsson. Johnson studerade vid Skånska målarskolan i Malmö, samt vid Académie Colarossi i Paris och Italien 1938-1939 samt under studieresor till England. Separat ställde han ut på SDS-hallen i Malmö 1955 och han medverkade i Skånes konstförenings utställningar sedan 1933. Hans konst består av figurmotiv, gatuscener, stadspartier, landskap i akvarell och tusch. Han medarbetade i tidningen Arbetet som reportage och illustrationstecknare under signaturen Ludvig. Han utgav 1935 albumet Basker-Ville.